# Charles Lescat
Carlos Hipólito Saralegui Lesca, más conocido como Charles Lescat o Lesca, (Buenos Aires, Argentina, 19 de febrero de 1887 - ibídem, 1948) fue un periodista, militar, escritor, político y colaborador nazi franco-argentino. Fue voluntario durante la Primera Guerra Mundial en el ejército francés. De tendencias de extrema derecha, mantuvo una amistad con Charles Maurras, líder de la Action Française y escribió un libro titulado Quand Israël se venge (es: Cuando Israel toma represalias). 

## Biografía
Nació el 19 de febrero de 1887 en Buenos Aires en el seno de una familia de origen vasco que había hecho una fortuna en el rubro del comercio de carne vacuna. En 1915, estando en París, ingresó al ejército francés como voluntario, donde conoció al ultraderechista Charles Maurras y con quien entabló una amistad. En 1936, fue nombrado director del diario Je suis partout mientras que colaboraba con otras publicaciones, como Le Cri du peuple. Años después, colaboró con el nazismo durante la ocupación alemana de Francia y formó parte del comité central de la Legión de Voluntarios Franceses contra el Bolchevismo. Con la liberación de París, se refugió en Alemania antes de huir a la España franquista. Luego se exilió en 1946 por unos meses en Uruguay y entró a la Argentina. El 20 de enero de 1947, la República de Francia requirió su arresto y proporcionó su domicilio. Esta solicitud fue girada al Ministerio de Interior que, a su vez, lo giró a la Policía Federal Argentina. Según consta en el informe del Director de Investigaciones Alfonso Ibarbaorde, fechado el 25 de febrero de 1947, se identifica con exactitud al matrimonio y su domicilio. Ibarbaorde también consignó donde se encontraba el matrimonio veraneando, así como la circunstancia de que Lescat/Saralegui era nacional argentino. Desde su patria natal ayudó a otros prófugos nazis, como a Pierre Daye, a escapar de la justicia.
Fue condenado a muerte en mayo de 1947 por el Tribunal Superior de Justicia de París, pero falleció en Buenos Aires en 1948.